# Klemens Schnorr
Klemens Schnorr (* 22. Mai 1949 in Amorbach im Odenwald) ist ein deutscher Organist und Musikwissenschaftler.

## Leben
Klemens Schnorr machte sein Abitur am Johannes-Butzbach-Gymnasium Miltenberg. Danach studierte er Orgel und Kirchenmusik an der Hochschule für Musik und Theater München (Meisterklasse Orgel bei Franz Lehrndorfer) sowie Musikwissenschaft, Lateinische Philologie des Mittelalters und Italienische Philologie an der Ludwig-Maximilians-Universität München (M. A. bei Rudolf Bockholdt).
Zunächst war er Kirchenmusiker an St. Karl Borromäus im Münchner Stadtteil Fürstenried. In der Folge wirkte er als Dozent am Hermann-Zilcher-Konservatorium in Würzburg und an der Musikhochschule München. Überdies war er Lehrbeauftragter an der Universität München und Orgelsachverständiger beim Kirchenmusikamt der Erzdiözese München und Freising. Von 1990 bis 2017 kuratierte er als Konzertberater der Fürstl. Leiningen’schen Verwaltung die Abteikonzerte in seiner Heimat Amorbach.
1991 wurde er zum ordentlichen Professor an die Hochschule für Musik Freiburg berufen. 1998 übernahm er als Nachfolger von Ludwig Doerr auch das Amt des Domorganisten am Freiburger Münster, welches er bis ins Jahr 2012 innehatte. 2002/03 war er der Gründungsrektor der Hochschule für Katholische Kirchenmusik und Musikpädagogik Regensburg. 2014 erfolgte die Emeritierung an der Musikhochschule Freiburg. Seitdem übt Schnorr verschiedene Tätigkeiten als Hilfs- und Konzertorganist, als ehrenamtlicher Orgelgutachter der DFG (Deutsche Forschungsgemeinschaft) und als Mitglied der Passauer Domorgelkommission aus.

## Auszeichnungen
- Internationaler Orgelwettbewerb Bologna „Premio Giuseppe Capi“, 1. Preis (1975)
- ARD-Wettbewerb München, 2. Preis (1975)
- Internationaler Orgelwettbewerb Rijnstreek Nimwegen, 2. Preis (1976)
- Paul-Hofhaimer-Wettbewerb Innsbruck, 3. Preis (1979)
- Internationaler Orgelwettbewerb Avila, 1. Preis (1982)
- Förderpreis des Freistaats Bayern (1986)
- Leon d’or (französischer Schallplattenpreis) 2014

## Schüler (Auswahl)
- Matthias Hanke
- Stefan Kagl
- Reinhard Kammler
- Ulrich Knörr
- Michael Graf Münster
- Heinrich Wimmer
- Jun Byung Park

## Publikationen

### Schriften (Auswahl)
- Notationen der Orgelmusik J. S. Bachs. Zur Korrelation von Niederschrift, Edition und Erklingen. In: Kongreßbericht Stuttgart 1985. BVK, Kassel 1987, Bd.2, S. 427–434.
- Gli organi delle chiese della fascia danubiana tedesca. In: DANUBIO, Una Civiltà Musicale. vol.1, Germania. Hrsg. v. Carlo de Incontrera u. Birgit Schneider. Monfalcone 1990, S. 246–262.
- Sonder- und Effektregister der oberschwäbischen Orgeln und ihre musikalische Verwendung In: Acta Organologica. Bd. 24, Kassel 1994, S. 369–386.
- Albert Schweitzers Vorstellungen vom Bachspiel. In: Musik – Genie – Ethik / Albert Schweitzer, Charles-Marie Widor, Louis Vierne (= Mainzer Perspektiven, Orientierungen. 2). Hrsg. v. Peter Reifenberg u. Wolfram Adolph. Mainz 1996, S. 91–104.
- „Tutti Registri“ Die sechs Orgelmessen von Theodor Grünberger (1756–1820). In: Musicus Doctus, Festschrift für Hans Musch zum 65. Geburtstag. Hrsg. v. Kay Johannsen, Georg Koch und Stephan Rommelspacher. Freiburg 2000, S. 55–70.
- Litanei und Ostinato in Bachs Passacaglia BWV 582. In: Anuario Musical, Barcelona 2001, S. 55–67.
- La caja del Órgano Mayor de la Seo de El Salvador de Zaragoza en su contexto histórico. In: El Órgano Mayor de la Seo de El Salvador de Zaragoza. Saragossa 2003, S. 37–42.
- Musik als „Preludio alla Cara Pace“ – Zum 300. Todestag von Georg Muffat (1653–1704). In: musica sacra, 122. Jg. 2004, 5/2004, S. 911.
- El cambio de la Edición oficial del Canto Gregoriano de la Editorial Pustet/Ratisbona a la de Solesmes en la Época del Motu Proprio. In: Revista de Musicología, vol. XXVII, n°1, 6/2004, Madrid 2004, S. 197–209.
- Karl Höllers Schaffen für die Orgel – solistisch und mit anderen Instrumenten. In: Karl Höller (= Komponisten in Bayern, Bd. 50). Hrsg. v. Axel Flierl. Tutzing 2007, S. 119–131.
- Die Orgel, ein Werdegang von mehr als 2000 Jahren. In: Die Orgel und die Musik auf dem Heiligen Berg. Hrsg. v. Hans Maier, Fritz David und Toni Aigner. München 2010, S. 32–36.
- Carl Philipp Emanuel Bachs fünf Orgelsonaten – Zu den Ausgaben und zum musikalischen Text. In: Musica sacra. 134 (2014), S. 324–327.
- Gibt es eine Orgelfuge in e-Moll von Ludwig Thuille? In: Musik in Bayern. 81. München 2017, S. 258–264.
- Konjekturen oder Schlendrian? Problematische Textstellen in den Acht kleinen Präludien und Fugen BWV 553-560 (früher Johann Sebastian Bach zugeschrieben). In: organ. 2/2020, S. 44–47.
  - Congetture o Trascuratezza? Punti problematici negli otto piccoli preludi e fughe BWV 553-560 (precedentemente attribuiti a Johann Sebastian Bach). In: Arte Organaria Italiana. Guastalla 2021, S. 369–377.

### Editionen
- Joseph Haas: 10 Choralvorspiele op. 3. Pro Organo, Leutkirch 1988.
- Franz Lachner: Sämtliche Orgelsonaten. Pro Organo, Leutkirch 1990.
- Marco Enrico Bossi: Rapsodia. Forberg, Bonn 1993 (zusammen mit Arturo Sacchetti).
- Theodor Grünberger: Sämtliche Orgelmessen. Doblinger, Wien 1999/2000.
- Josef Rheinberger: Adagio e Andante per Organo. Carrara, Bergamo 2001.
- Georg Friedrich Händel: Orgelkonzert Nr. 13 „Der Kuckuck und die Nachtigall“ HWV 295. Butz, Bonn 2009.
- „Einigkeit und Recht und Freiheit“, Romantische Orgelbearbeitungen zur deutschen Nationalhymne. Butz, Bonn 2015.
- Johann Sebastian Bach (früher zugeschrieben): Acht kleine Präludien und Fugen. Revidierte Neuausgabe. Strube, München 2020.

### CDs (Auswahl)
- Berühmte Orgelwerke / Famous Organ Pieces. Metropolitan CD 59024, 1987.
- Die Barockorgel der Basilika Benediktbeuern. Audite 95.441, 1995.
- Cathedral Music, Klemens Schnorr an den Orgeln im Freiburger Münster. Motette DVD 13236, 2005.
- El Órgano mayor de la Catedral de la Seo de El Salvador, Zaragoza. Motette 13221, 2005.
- Slokar Trio. wiediscon records WD 9426, 2006.
- Mozart in Amorbach. Motette DVD 13406, 2007.
- Die Thoma-Orgel von St. Tertulin in Schlehdorf. Spektral SRL4-09056, 2010.
- Die neue Michaelsorgel im Münster Unserer Lieben Frau zu Freiburg. organum Ogm 101028, 2010.
- Léon Boēllmann: Intégrale de l’œuvre d’orgue. vol. 3, Festival Callinet, 2013.